# Henri Prades
Pour les articles homonymes, voir Prades.
Henri Prades, né le 11 octobre 1920 à Nébian (Hérault) et mort le 11 mai 1989 à Lattes, est un instituteur et archéologue français, autodidacte, dont l'activité eut lieu principalement dans l'Hérault et autour de Montpellier. Son nom a été donné au musée archéologique de Lattes.

## Parcours

### Instituteur
Les parents d'Henri Prades quittent l'Espagne pour trouver du travail en France. Ils arrivent à Nébian, dans l'Hérault, où leur fils naît en 1920.
En 1937, Henri Prades entre à l'École normale et devient instituteur en 1942, le même métier que sa femme Marguerite qu'il épouse en 1943. Convoqué pour le service du travail obligatoire, il fuit et participe près de l'Aigoual au maquis Bir-Hakeim avant d'enseigner à Octon après la Seconde Guerre mondiale. Il est par ailleurs militant au Parti communiste français. C'est au groupe scolaire Painlevé dans le quartier montpelliérain de la Pompignane qu'il devient directeur d'école.

### Archéologue

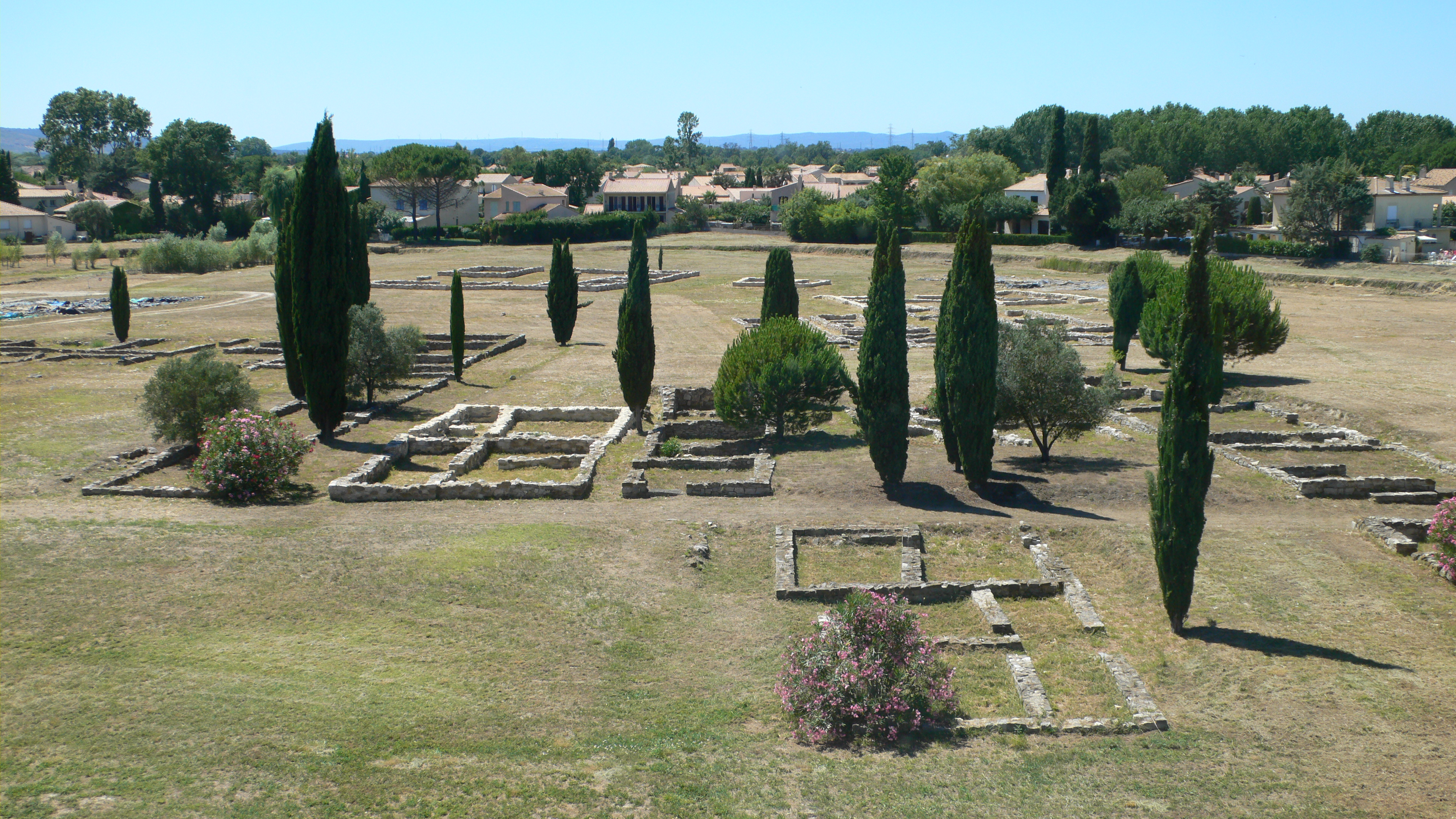
Lattara : le site archéologique vu des fenêtres du musée archéologique Henri-Prades (Lattes).

Il se passionne pour l'archéologie, qu'il découvre en autodidacte et pratique en amateur avec Jean Arnal et René Majurel. Il « demand[e] toujours à ses élèves de lui apporter les objets d'allure ancienne qu'ils pourraient rencontrer au cours de leurs promenades ».
En 1963, alors qu'il étudie avec J. Arnal et R. Majurel la stratigraphie de Substantion, l'antique Castelnau-le-Lez, deux écoliers lui rapportent des tessons de céramiques trouvés dans un champ labouré à Lattes. Les premières fouilles de mai 1964 permettent de retrouver le site de Lattara, le port antique de Substantion et médiéval de Montpellier. Les découvertes sont si importantes que l'État et la commune de Lattes achètent les terrains en 1974 et qu'un musée est inauguré en 1986 à côté du site, avec affectation de chercheurs du CNRS.
Pour unifier les efforts des archéologues amateurs, il est le créateur du Groupe archéologique Painlevé en 1968 et de la Fédération archéologique de l'Hérault en 1970. En 1988, il crée avec Denis Fonquerle la Fédération des archéologues bénévoles et amateurs de France.
Le 26 septembre 1986, il est fait chevalier dans l'ordre des Arts et des Lettres.
Le 11 mai 1989, Henri Prades est victime d'une crise cardiaque pendant une séance du conseil municipal de Lattes, à laquelle il était invité pour encourager des fouilles préventives avant la construction de nouvelles villas dans la commune. Après sa mort, le musée archéologique de Lattes est baptisé « musée archéologique Henri-Prades ».